# De Havilland Moth Minor
O de Havilland DH.94 Moth Minor foi um avião bilugar monomotor de treino e de turismo construído pela de Havilland no Aeródromo de Hatfield, na Inglaterra, e pela de Havilland Australia, no Aeródromo de Bankstown, na Austrália.

## Variantes

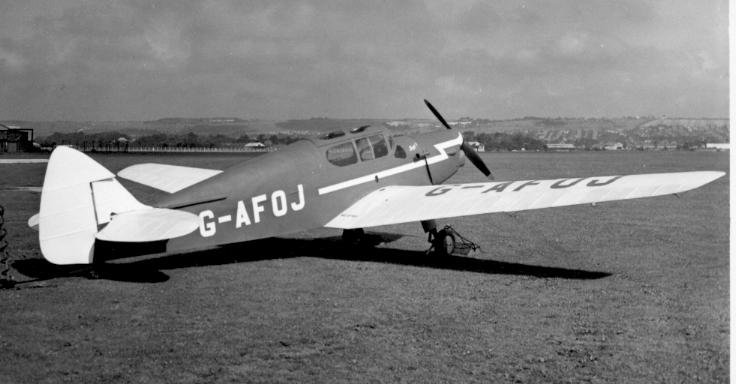
Moth Minor Coupe no Aeroporto de Portsmouth c.1954.

| Variante         | Característica                                                                          |
| ---------------- | --------------------------------------------------------------------------------------- |
| DH.94 Moth Minor | Biposto de treino e turismo                                                             |
| Moth Minor Coupe | Biposto de treino e turismo, com a fuselagem traseira revisada e topo da cabine fechada |

## Operadores

### Militares
África do Sul
 Austrália
 Estados Unidos
 Índia
 Nova Zelândia
 Reino Unido